# Pedro de Corpión y Caula
D. Pedro de Corpión y Caula (Cienfuegos, 24 de junho de 1898 - Miami, 14 de janeiro de 1992), foi um doutor em direito civil, ministro de estado, diplomata e embaixador cubano.

## Biografia
Filho de D. Pedro Julián de Corpión y Merica-Echebarría e Elisa Caula Johnson. Um dos diplomatas de carreira mais antigos da República de Cuba.
Inaugurou as Embaixadas de Cuba em Montevidéu, Países Escandinavos, Viena e Atenas. Recebeu diversas condecorações nacionais e estrangeiras. Representou diplomaticamente Cuba no México, Portugal, Espanha, Vaticano, Chile, Noruega, Austrália e Grécia por mais de três décadas, até sua renúncia em 1960.   

## Carreira
- Primeiro Secretário da Delegação Cubana no Uruguai (1933 - 1939)[13][14]
- Primeiro Secretário da Embaixada Cubana no México (1939 - 1945)[15] [16]
- Encarregado dos Negócios Cubanos em Portugal (1945 - 1947)[17][18]
- Embaixador Cubano na Espanha (1947 - 1950) [19] [20] [21] [22] [23]
- Embaixador Cubano no Vaticano (1950 - 1952)
- Ministro Plenipotenciário de Cuba no Chile (1952 - 1956)
- Ministro Plenipotenciário de Cuba na Noruega, Suécia, Dinamarca e Finlândia, com sede em Oslo (1952 - 1956)
- Ministro Plenipotenciário de Cuba na Áustria (1956 - 1958)
- Ministro Plenipotenciário de Cuba na Grécia (1958 - 1960)
- Delegado do Ministro de Estado de Cuba Ante a Assembleia da Cruz Vermelha (1942)
- Secretário da Segunda Comissão de Cooperação Intelectual em Havana (1941)[24]
- Chefe de Expedição da Comissão Extraordinária de Guerra do Ministério de Estado Cubano (1941)
- Delegado Pessoal do Ministro de Estado Cubano na Comissão Técnica de Defesa Civil (1958)[25]
- Chefe da Delegação Cubana na Conferência Monetária Internacional no México (1958)
- Coordenador e Chefe da Delegação Cubana, e Vice-Presidente da 2º Conferência de Energia Atômica em Viena (1958) [26][27][28]

## Títulos e Comendas
- Cavaleiro Comendador da Ordem de Carlos Manoel de Céspedes (1942)
- Cavaleiro da Ordem de Cristóvão Colombo (1942)
- Cavaleiro Comendador da Ordem da Cruz Vermelha Nacional de Cuba (1949)
- Cavaleiro Comendador da Ordem de Isabel, a Católica (1949)
- Banda de Ouro da Ordem da Águia Asteca
- Cruz Argéntea da Ordem de São Silvestre Papa